# Montserrat Pinyol Pina
Montserrat Pinyol Pina (1951) és una experta en dret civil catalana. Forma part del p̀atronat de la Fundació Lluita Contra les Infeccions.
La seva formació acadèmica fou a la Universitat Autònoma de Barcelona, on es va graduar en Dret i va orientar la seva carrera cap a les qüestions legals relacionades amb el món immobiliari i la construcció, dins del marc del dret civil. Després de treballar a Pinyol-Pina Advocats, el 1998 va ser cofundadora del despatx Comas & Pinyol Advocats.
Va ser presidenta de la Federació de Mutualitats de Catalunya entre 1999 i 2005. El 2001, fou candidata a degana del Col·legi d'Advocats de Barcelona, però va quedar en quarta posició.
Al llarg dels anys ha estat vinculada a diverses institucions i espais de decisió. Ha exercit un paper rellevant en la Mútua dels Advocats, on ostenta la presidència d'Honor, i col·labora activament en processos de reflexió i codificació normativa a Catalunya, com a membre de l'Observatori de Dret Privat. A més, forma part d'un grup d'experts encarregat de revisar la regulació de les terrasses a Barcelona.
El 2025 fou inclosa a la llista Forbes de les 100 dones més influents de Catalunya.